# Anorena
Anorena é um gênero de traça pertencente à família Arctiidae.